# Dalima schistacearia
Dalima schistacearia är en fjärilsart som beskrevs av Moore 1867. Dalima schistacearia ingår i släktet Dalima och familjen mätare. Inga underarter finns listade i Catalogue of Life.